# Campionati mondiali juniores di slittino su pista naturale
I campionati mondiali juniores di slittino su pista naturale laureano i campioni del mondo di slittino su pista naturale nella categoria Junior.
Vi possono partecipare esclusivamente gli atleti e le atlete appartenenti a una classe annuale di età compresa tra 15 e i 20 anni nell'anno in cui viene disputata la manifestazione .
I campionati si disputano ogni due anni dal 1997 nelle discipline del singolo maschile, singolo femminile e doppio. Le prime due edizioni si sono svolte in anni dispari poi è stato stabilito che dalla terza (2002) in poi si sarebbero tenuti negli anni pari, ma sempre con cadenza biennale.

## Albo d'oro[2][3]

### Singolo uomini
| Anno | Località               | Oro                          | Argento               | Bronzo               |
| 1997 | Aosta                  | Reinhard Gruber              | Daniele Pieiller      | Eddy Perrin          |
| 1999 | Hüttau                 | Gerald Kallan                | David Mair            | Gernot Schwab        |
| 2002 | Valle di Casies        | Aleksej Lebedev              | Florian Breitenberger | Rudi Resch           |
| 2004 | Kindberg               | Andreas Gruber               | Patrick Pigneter      | Philipp Wagner       |
| 2006 | Garmisch-Partenkirchen | Patrick Pigneter             | Christian Schwarz     | Thomas Schopf        |
| 2008 | Laces                  | Christian Schwarz            | Hannes Clara          | Dominik Wagner       |
| 2010 | Nova Ponente           | Hannes Clara                 | Alex Gruber           | Thomas Kammerlander  |
| 2012 | Laces                  | Alex Gruber                  | Dominik Holzknecht    | Martin Kerschbaumer  |
| 2014 | Vatra Dornei           | Aleksei Martianov            | Florian Markt         | Thomas Hörburger     |
| 2016 | Laces                  | Fabian Achenrainer           | Jack Leslie           | Lukas Gasser         |
| 2018 | Lasa                   | Fabian Achenrainer (2)       | Florian Markt         | Laurin Kompatscher   |
| 2020 | St. Sebastian          | Fabian Achenrainer (3)       | Daniel Gruber         | Fabian Brunner       |
| 2022 | Valgiovo               | Fabian Brunner Daniel Gruber |                       | Alex Oberhofer       |
| 2024 | Obdach                 | Tobias Paur                  | Leon Auer             | Anton Gruber Genetti |

### Singolo donne
| Anno | Località               | Oro                   | Argento            | Bronzo               |
| 1997 | Aosta                  | Christa Gietl         | Tiina El-Nemr      | Petra Untermarzoner  |
| 1999 | Hüttau                 | Ekaterina Lavrent'eva | Erna Schweigl      | Petra Untermarzoner  |
| 2002 | Valle di Casies        | Sandra Lanthaler      | Julija Vetlova     | Renate Gietl         |
| 2004 | Kindberg               | Sandra Lanthaler (2)  | Barbara Abart      | Anna Braun           |
| 2006 | Garmisch-Partenkirchen | Melanie Batkowski     | Tamara Schwarz     | Imelda Gruber        |
| 2008 | Laces                  | Melanie Batkowski (2) | Evelin Lanthaler   | Melanie Schwarz      |
| 2010 | Nova Ponente           | Evelin Lanthaler      | Alexandra Obrist   | Andrea Vötter        |
| 2012 | Laces                  | Alexandra Obrist      | Greta Pinggera     | Sara Bachmann        |
| 2014 | Vatra Dornei           | Greta Pinggera        | Carmen Planötscher | Michelle Diepold     |
| 2016 | Laces                  | Michelle Diepold      | Theresa Maurer     | Alexandra Pfattner   |
| 2018 | Lasa                   | Alexandra Pfattner    | Nadine Staffler    | Christa Unterholzner |
| 2020 | St. Sebastian          | Lisa Walch            | Riccarda Ruetz     | Vanessa Markt        |
| 2022 | Valgiovo               | Riccarda Ruetz        | Katharina Hofer    | Sarah Schiller       |
| 2024 | Obdach                 | Riccarda Ruetz (2)    | Tina Stuffer       | Jenny Castiglioni    |

### Doppio
| Anno | Località               | Oro                                           | Argento                             | Bronzo                                   |
| 1997 | Aosta                  | Armin Mair David Mair                         | Emanuele Giannelli Vanja Demé       | Borut Kralj Robi Kalisnik                |
| 1999 | Hüttau                 | Joachim Schöpf Gerald Kammerlander            | Rainer Jud David Mair               | Wolfgang Schopf Andreas Schopf           |
| 2002 | Valle di Casies        | Michael Graf Harald Laimer                    | Pavel Poršnev Ivan Lazarev          | Günther Innerbichler Alex Innerbichler   |
| 2004 | Kindberg               | Christian Schopf Thomas Schopf                | Harald Laimer Alex Innerbichler     | Lukas Wagner Siegfried Truppe            |
| 2006 | Garmisch-Partenkirchen | Patrick Pigneter Florian Clara                | Thomas Weiss Andreas Leiter         | Christian Schopf Thomas Schopf           |
| 2008 | Laces                  | Thomas Weiss Andreas Leiter                   | Hannes Clara Florian Clara          | Dominik Apolloner Dieter Apolloner       |
| 2010 | Nova Ponente           | Thomas Kammerlander Christoph Regensburger    | Dominik Apolloner Dieter Apolloner  | Pavel Silin Ivan Rodin                   |
| 2012 | Laces                  | Christoph Regensburger (2) Dominik Holzknecht | Pavel Silin Ilva Tarasov            | Dominik Apolloner Dieter Apolloner       |
| 2014 | Vatra Dornei           | Jegor Dorofejew Victor Zakhar                 | Andrei Shcheglov Vadim Korolev      | Alexei Martjanow Nikita Tarassow         |
| 2016 | Laces                  | Andrei Shcheglov Nikita Tarassow              | Andryi Demchuk Miroslav Lenko       | Kirill Kravchuk Aleksandr Zyrianov       |
| 2018 | Lasa                   | Fabian Achenrainer Miguel Brugger             | Florian Haselrieder Elias Gruber    | Kirill Kravchuk Aleksandr Zyrianov       |
| 2020 | St. Sebastian          | Fabian Achenrainer (2) Simon Achenrainer      | Maximilian Pichler Matthias Pichler | Bine Mekina Blaz Mekina                  |
| 2022 | Valgiovo               | Matevz Vertelj Vid Kralj                      | Aleksandr Bashko Aleksandr Kalitov  | Pavel Ivashkevich Viacheslav Kudriavtsev |
| 2024 | Obdach                 | Tobias Paur Andreas Hofer                     | Peter Neupauer Dominik Neupauer     | Anton Gruber Genetti Hannes Unterholzner |

### Staffetta a squadre
| Anno | Località | Oro                             | Argento                          | Bronzo                                 |
| 2024 | Obdach   | Italia Tina Stuffer Tobias Paur | Austria Riccarda Ruetz Leon Auer | Germania Sarah Schiller Vincent Streit |

## Medagliere
| Posizione | Paese         | Oro | Argento | Bronzo | Totale |
| --------- | ------------- | --- | ------- | ------ | ------ |
| 1         | Italia        | 22  | 24      | 19     | 65     |
| 2         | Austria       | 15  | 8       | 15     | 38     |
| 3         | Russia        | 5   | 5       | 5      | 15     |
| 4         | Germania      | 1   | 1       | 2      | 4      |
| 5         | Slovenia      | 1   | 0       | 2      | 3      |
| 6         | Nuova Zelanda | 0   | 1       | 0      | 1      |
| 6         | Finlandia     | 0   | 1       | 0      | 1      |
| 6         | Ucraina       | 0   | 1       | 0      | 1      |
| 6         | Slovacchia    | 0   | 1       | 0      | 1      |
| Totale    | Totale        | 44  | 42      | 43     | 129    |